# Seth Maness
Michael Seth Maness  (né le 14 octobre 1988 à Pinehurst, Caroline du Nord, États-Unis) est un lanceur droitier des Ligues majeures de baseball jouant avec les Cardinals de Saint-Louis.

## Carrière
Joueur des Pirates de l'université de l'Est de la Caroline, Seth Maness est repêché au 41e tour de sélection par les Marlins de la Floride en 2010 mais ne signe pas de contrat avec le club. Il devient en 2011 un choix de 11e ronde des Cardinals de Saint-Louis. Il est en 2012 nommé meilleur lanceur de ligues mineures de l'organisation des Cardinals au terme d'une saison où il n'accorde que 10 buts-sur-balles en 169 manches et deux tiers lancées aux niveaux High-A et Double-A, soit un ratio de 0,5 but-sur-balles par 9 manches au monticule. 
Lanceur partant dans les mineures, Maness fait ses débuts dans le baseball majeur comme lanceur de relève. Il joue son premier match avec les Cardinals le 3 mai 2013 face aux Brewers de Milwaukee et est le lanceur gagnant le lendemain à sa seconde sortie en relève contre le même adversaire. Maness affiche une excellente moyenne de points mérités de 2,32 en 62 manches lancées lors de ses 66 sorties en relève en 2013. Il est le releveur de la Ligue nationale qui force l'adversaire à se commettre dans le plus grand nombre de double jeux, en moyenne, par manche lancée. Gagnant de 5 parties contre 2 défaites, il enregistre un sauvetage, le premier de sa carrière, le 28 septembre contre les Cubs de Chicago.